# Elisabeth Attl
Elisabeth Attl (* 12. Juli 1968 in Wien) ist eine österreichische Dirigentin.

## Leben und Ausbildung
Elisabeth Attl wurde 1968 in Wien geboren. Ihr Studium in den Fächern Dirigieren, Klavierkonzertfach und Pädagogik an der Musikuniversität Wien, dem Mozarteum Salzburg und dem Athenaeum in Cincinnati, Ohio. Unter anderem studierte sie dort bei James Moore, Michael Gielen und Leopold Hager.
1998 gab Elisabeth Attl als Assistentin an der Wiener Volksoper ihr Dirigierdebüt mit Mozarts Le nozze di Figaro. Von 1999 bis 2001 war sie am Gran Teatre del Liceu in Barcelona tätig. In den Jahren 2003 bis 2009 arbeitete Elisabeth Attl als Dirigentin an der Wiener Volksoper, wo sie unter anderem Don Giovanni, Madama Butterfly, Der Nussknacker und La traviata dirigierte. Konzertauftritte hatte sie unter anderem mit dem Orchestre Philharmonique du Luxembourg, dem Orchestre Symphonique de Mulhouse, dem Orquesta del Gran Teatre del Liceu, den Brandenburger Symphonikern, dem Staatsorchester Rheinische Philharmonie und dem Orchester der Deutschen Oper Berlin.
Seit 2021 lehrt Elisabeth Attl an der Universität für Musik und darstellende Kunst Wien am Fritz Kreisler Institut für Konzertfach.

## Rezeption
Mit ihrem Dirigat der Oper Talestri von Maria Antonia Walpurgis am Kosmos Theater Wien trug sie zur Wiederentdeckung des Werkes bei.